# Андрея Бог'ян
Андрея Бог'ян (рум. Andreea Boghian, нар. 29 листопада 1991, Ґурагумора, Румунія) — румунська веслувальниця, бронзова призерка Олімпійських ігор 2016 року, п'ятиразова чемпіонка Європи.

## Виступи на Олімпіадах
| Олімпіада | Дисципліна                     | Місце |
| --------- | ------------------------------ | ----- |
| Ріо 2016  | вісімка розстібна зі стерновим | 3     |

## Зовнішні посилання
- Профіль [Архівовано 9 січня 2021 у Wayback Machine.] на сайті FISA.

1. ↑  Andreea Boghian